# 西内雅
西内 雅（にしうち ただし、1903年 - 1993年4月19日）は、日本の歴史学者。

## 略歴
高知県生まれ。高知第一中学校卒業。一時期マルクス主義やアナーキズムに傾倒。代用教員を経て、広島文理科大学数学科卒業。和暦および暦法研究の過程で、谷秦山（渋川春海の弟子）の土佐勤皇思想（土佐南学）に接し、皇国史観にのめり込む。平泉澄（当時東京帝国大学教授）が開いた青々塾の門下生となり、皇国史観で著名な「平泉学派」のイデオローグの一人とみなされるに至る。
広島文理大研究生、陸軍士官学校嘱託教官を経て陸軍教授（1933年以降青々塾門下生が次々に陸海軍学校の教官に迎え入れられている）。のち、総力戦研究所所員（思想担当教官）として同所研究生等に「皇国思想」を教授するが、当時の日本の各界の若手エリートからなる同所研究生の間では時代錯誤的であるとして評判が悪かったといわれる。しかし、この皇国史観礼賛イデオロギーは陸軍に重用され、1945年7月、終戦直前の厳しい紙不足・出版統制下にもかかわらず、『谷秦山の学』という300頁を超える著作が3000部出版された。
西内自著によると終戦時の肩書は「陸軍省兵務局思想班長」。終戦時に発生した宮城事件では、西内は犯行グループの将校達と緊密に連絡を取り合っていたとされる。
上記のように、旧制中学卒業後から終戦時までの彼の経歴には、詳細と真偽が不明な点が多い。
戦後は工学院大学、皇學館大学、京都産業大学、中央学院大学等を経て淡江大学（台湾）で教える。1965年から1975年頃まで香港にて日本語学校を経営。
本人の著書等によれば、文化大革命により大陸から脱出して来た中国人に教えていた際の1972年、文書「日本解放第二期工作要綱」を生徒から提供されたとされる（別の場所ではアジア諸国を歴訪中の1973年に入手したとも述べており、その“入手”の経路についてはやはり不明な点が多い）。この文書は今日において、『WiLL』など一部メディアで取り上げられるような例も見られる。同誌掲載の際、西内の経歴に“陸軍士官学校卒”という誤った経歴が付与されたが、上記の通り彼はその嘱託教官であったとはされるが、その卒業生ではない。

## 著書
- 『澁川春海の研究』至文堂、1940
- 『先哲に承けて』小宮山書店、1941、高原社、1943
- 『日本国の実体』臣道修錬会、1941
- 『谷秦山の神道』高原社、1943
- 『谷秦山の學』冨山房、1945
- 『八千萬の命運』京北書房、1953
- 『間接侵略』立花書房、1965
- 『建国記念の日 科学と歴史と神話』今日の問題社、1966 改版1970、錦正社 1988- 古代の暦研究から神武天皇即位日に異議を唱える
- 『日本歴史の精神 社会科歴史批判』理想社、1966
- 『日本の防衛 思想・政治・経済武力戦の脅威と抑止』日本教文社、1970
- 『中国の正体』日本教文社、1973
- 『三十年戦争　自由アジアの命運』国民新聞社・知新叢書、1975
- 『蒋介石の歿後　ポスト・ベトナム』おりじん書房、1975
- 『居合道読本』おりじん書房、1975
- 『垂加神道の伝承 親房・闇斎・春海・秦山先生の継述』古神道仙法教本庁、1978
- 『国魂 愛国百人一首の解説』錦正社、1985
- 『満洲事変 民族協和の実現』大湊書房、1988、錦正社、1990
- 『大東亜戦争の終局 昭和天皇の聖業』錦正社、1991
- 『神道入門』清家社、1991

### 共著
- 『台湾をふりかえれ』おりじん書房、1974、※雷樹水・鍋山貞親等との共著
- 『現代維新の原点』葦津珍彦・中村武彦共著、現代古神道研究会編、古神道仙法教庁（新人物往来社）、1976
- 『雄誥 大東亜戦争の精神と宮城事件』日本工業新聞社、1982
※岩田正孝（井田正孝）との共著　発行人は野地二見
- 『大東亜戦争の始末―宮城事件資料の初公開』岩田正孝と、錦正社、1988